# Баршаускас, Казимерас Матович
Казимерас Баршаускас (лит. Kazimieras Baršauskas; 13 мая 1904, Гижай, Волковышский уезд — 24 мая 1964, Вильнюс) — литовский и советский физик, педагог, доктор естественных наук.

## Биография
В 1919-1925 гг. учился в Мариямпольской реальной гимназии. В 1925-1930 гг. учился на физико-математическом отделении факультета математики и естественных наук Литовского университета. В 1929—1930 гг. работал младшим лаборантом на кафедре физики. В 1930-1931 гг. и 1938-1939 гг. служил в литовской армии, получил звание лейтенанта.
В 1931 году выиграл конкурс, объявленный факультетом естественных наук и математики Университета Витовта Великого на должность младшего лаборанта кафедры физики. В 1932 году назначен старшим лаборантом, в 1934 г. — младшим ассистентом, в 1936 г. — старшим ассистентом. В 1936-1937 гг. проходил стажировку в Берлинском техническом университете у профессора Ганса Гейгера.
В 1938 году получил звание доктора естественных наук. с 1940 года - доцент УВВ. С 1946 г. преподавал в Каунасском государственном университете. С 1946 года — доктор физико-математических наук. В 1947-1950 гг. — декан электротехнического факультета, в 1946—1950 годы — заведующий кафедрой физики. С 1956 года - академик Академии наук Литовской ССР.
Один из основателей Каунасского политехнического института (КПИ), в 1950-1964 гг. — его ректор, заведующий кафедрой физики. Организатор подготовки литовских инженеров и создания литовской советской технической интеллигенции. В течение 1950—1964 гг. в КПИ прошли обучение около 8000 инженеров.
С 1950 г. — член КПСС. В 1955-1964 гг. — депутат Верховного Совета Литовской ССР.

## Научная деятельность
Наиболее важные работы посвящены распределению энергии вторичных космических лучей. Вместе с другими он изучал методику ультразвуковой спектрометрии, ядерно-магнитный резонанс (условия получения наибольшего отношения сигнал /шум, стабильность и изменение постоянного магнитного поля, возбуждающего роторные системы), свойства полупроводниковых триодов.
Опубликовано более 60 научных статей.

## Награды
- Орден Ленина (1961)
- Орден Трудового Красного Знамени (1950)
- Заслуженный деятель науки Литовской ССР
- Государственная премия Литовской ССР
- Рыцарский крест ордена Великого князя Гедиминаса Литовского (2008)